# خداحافظ دون گلیس!
خداحافظ، دون گلیس! (ژاپنی: グッバイ、ドン・グリーズ! هپبورن: Gubbai, Don Gurīzu!) یک فیلم ماجراجویی انیمه ژاپنی محصول ۲۰۲۲ ساخت استودیو مدهاوس به کارگردانی آتسوکو ایشیزوکا است. این فیلم در ۱۸ فوریه ۲۰۲۲ در ژاپن نمایش داده شد.

## خلاصه داستان
سه نوجوان به نام‌های روما، توتو و دراپ گروه دوستانهٔ خود را دون گلیس می‌نامند. یک روز، زمانی که این سه دوست به خاطر آتش‌سوزی جنگل‌های محلی سرزنش می‌شوند، برای اثبات بی‌گناهی خود وارد یک ماجراجویی هیجان‌انگیز و سرنوشت‌ساز شده و . . .

## بازخورد
در وبگاه جمع‌آوری نقد راتن تومیتوز، ٪۱۰۰ از ۱۹ بررسی منتقدان مثبت است، و میانگینِ امتیاز آن ۷٫۵/۱۰ است.